# Galvezia
Galvezia é um género botânico pertencente à família Plantaginaceae. Tradicionalmente este gênero era classificado na família das Scrophulariaceae.

## Espécies
| - Galvezia ballii - Galvezia fruticosa - Galvezia glabrata - Galvezia juncea - Galvezia lanceolata - Galvezia leucantha | - Galvezia limensis - Galvezia punctata - Galvezia rupicola - Galvezia sessilis - Galvezia speciosa - Galvezia spicata |